# Спортивно-технический клуб (Екатеринбург)
Спортивно-технический клуб (Красная школа) —  памятник истории и культуры Екатеринбурга регионального значения, расположенный на улице Грибоедова, дом 9, выполнен в духе модерна. Здание было построено австрийскими пленным в 1914 году, в нём размещалась земская школа 1914—1924 годах, начальная школа в 1924—1955 годах, спортивно-технический клуб в советское время. 

## История
Здание было построено при участии австрийских военнопленных в 1914 году. В здании расположилась земская школа Нижне-Исетска и называлась «Красная школа» (из красного кирпича). Рядом находилась «Белая школа». В 1924—1955 годах здесь располагалась начальная школа. В 1927—1932 годах здесь располагалась киноустановка, показывали фильмы. В настоящий момент помещения арендуют различные магазины.

## Архитектура
Здание из красного кирпича  было построено на основе типового проекта народной школы и расположено с отступом от красной линии улицы Грибоедова, в глубине квартала. Прямоугольное в чертеже, продолжительным боковым фасадом направлено на проезжую часть улицы Грибоедова, а главным, меньшим, на берег Нижнеисетского пруда и на заводскую контору Нижнеисетского завода. Главный фасад симметричен, центральная ось определяется большим выносом ризалита, в котором находится вход в здание. Ризалит венчан аттиком и фланкирован парапетными столбиками по углам. Углы здания и простенки между окон с консолью и филёнками расположены в верхней части стены, от середины окон до карниза. Окна с прямоугольной формой сделаны с наличниками на кронштейнах, выложенные фигурной кирпичной кладкой с покраской. В рисунке оконных переплетов и размерах окон отражено влияние модерна. Здание завершено профильным карнизом небольшого выноса и является собой образцом учебного здания по типовому проекту в стилевых формах кирпичного стиля с элементами модерна. 

## Памятник
Постановлением Правительства Свердловской области № 859-ПП от 28.12.2001 года здание поставлено на государственную охрану как памятник градостроительства и архитектуры регионального значения.

## Галерея
|                             |                                   |  |  |  |
| Бывшая земская школа, 2018. | Спортивно-технический клуб, 2018. |  |  |  |